# Leo Paquette
Leo Armand Paquette (Worcester, 15 luglio 1934 – Columbus, 21 gennaio 2019) è stato un chimico organico statunitense.
Ha ricevuto il Ph.D. nel 1959 dal MIT ed è stato Professore di Chimica all'Ohio State University dal 1969. 
È autore di oltre 1000 articoli ed ha anche pubblicato lavori come l'Enciclopedia dei Reagenti per la Sintesi Organica e Reazioni Organiche. 
È noto soprattutto per aver ottenuto la prima sintesi del dodecaedrano.
| Controllo di autorità | VIAF (EN) 59145314 · ISNI (EN) 0000 0001 0905 605X · LCCN (EN) n79018832 · GND (DE) 110294327 · BNF (FR) cb12281775h (data) · J9U (EN, HE) 987007317275405171 · CONOR.SI (SL) 25512291 |